# 강경급 기뢰탐색함
강경급 기뢰탐색함은 대한민국 해군의 소해함이다. 설계는 강남산업이 독자적으로 개발했지만 이탈리아 레리치급으로부터 상당한 영향을 받은 것으로 보인다. 선체는 유리강화섬유로 되어 있다. 초도함은 1986년도에 취역했으며 해군은 1988년 이 시험결과를 바탕으로 개량한 모델 2척을 주문하고 1990년에 3척을 더 주문하는 등 총 6척을 도입 배치하였다.

## 현재 취역 함정
- MHC-561 강경함 1986년 취역
- MHC-562 강진함 1991년 취역
- MHC-563 고령함 1991년 취역
- MHC-565 김포함 1993년 취역
- MHC-566 고창함 1993년 취역
- MHC-567 김화함 199?년 취역

## 같이 보기
- 원산급 기뢰부설함
- 남포급 기뢰부설함